# ISA CTEEP
A ISA Energia Brasil (anteriormente conhecida como Companhia de Transmissão de Energia Elétrica Paulista) é uma empresa concessionária de  transmissão de energia elétrica brasileira. Companhia de capital aberto com ações negociadas na B3, a ISA CTEEP tem como principais controladoras a ISA, um dos maiores grupos de transmissão de energia elétrica da América Latina, e a Eletrobras, maior empresa de energia brasileira, além de 60 mil acionistas pessoas física e jurídica.
É considerada uma das principais concessionárias privadas de transmissão de energia elétrica do Brasil, responsável pela transmissão de 30% de toda a energia elétrica produzida no Brasil e 60% da energia consumida na região Sudeste e de quase 80% do consumo no estado de São Paulo .

## História
A CTEEP (Companhia de Transmissão de Energia Elétrica Paulista) foi criada em  04 de fevereiro de 1999 após da divisão dos ativos da estatal paulista Companhia Energética de São Paulo (CESP), dentro do programa de privatização do governo estadual. Em  junho de 2001, a CTEEP incorporou a Empresa Paulista de Transmissão de Energia Elétrica (EPTE), resultante do desmembramento da Eletropaulo.
A privatização aconteceu em 28 de junho de 2006 em leilão na Bolsa de Valores de São Paulo pelo governo paulista. O Grupo Interconexión Eléctrica S.A.E.S.P (ISA), de propriedade do governo colombiano, conquistou o controle da Companhia, adquirindo 50,1% das ações ordinárias (com direito a voto) por R$ 1,193 bilhão. 
No mesmo ano, a ISA arrematou, em leilão promovido pela ANEEL a concessão para construção da linha de transmissão Neves 1-Mesquita, que passa por 14 municípios mineiros, entre as cidades de Contagem e Ipatinga. Esse empreendimento deu origem à subsidiária Interligação Elétrica de Minas Gerais (IEMG).
Em janeiro de 2007, a participação do Grupo ISA aumentou para 89,4% das ações ordinárias e 37,5% do capital total da ISA CTEEP.
Nos anos posteriores, a ISA CTEEP aumentou consideravelmente a sua atuação nas regiões Norte e Nordeste participando de novos leilões de transmissão, por meio da subsidiária Interligação Elétrica Norte e Nordeste (IENNE), além de atuar na região Sul, por meio da Interligação Elétrica Sul (IESUL). Outras subsidiárias são a Interligação Elétrica do Madeira – IE MADEIRA e Interligação Elétrica Garanhuns – IE GARANHUNS.
Em 2021, o controle da ISA (controladora da ISA CTEEP) foi vendido pelo Ministério da Fazenda da Colômbia à empresa petrolífera Ecopetrol. O governo colombiano permaneceu como controlador indireto da ISA, uma vez que é o acionista controlador da Ecopetrol.
Além do Brasil, a ISA atua na Colômbia, Peru, Chile, Bolívia, Argentina, e América Central nos segmentos de transmissão de energia elétrica, concessões de rodovias e telecomunicações.

## Dados da Companhia
Companhia de capital aberto com ações negociadas na B3, a ISA CTEEP tem como principais controladoras a ISA, um dos maiores grupos de transmissão de energia elétrica da América Latina, e a Eletrobras, maior empresa de energia brasileira, além de 60 mil acionistas pessoas física e jurídica.
A ISA CTEEP conta com uma infraestrutura formada por 23 mil quilômetros de linhas de transmissão, 32 mil quilômetros de circuitos e 140 subestações com tensão até 550 kV, dentro 35 contratos de concessão.
Sediada na cidade de São Paulo, a empresa conta com quatro regionais, todas instaladas em municípios paulistas (Cabreúva, Taubaté, Bauru e São Paulo), um Centro de Operação de Transmissão (COT), em Jundiaí; e um Centro de Operação de Retaguarda (COR), em Cabreúva. Em 2011, a CTEEP registrou uma receita operacional líquida de R$ 2,9 bilhões e lucro líquido de R$ 915,3 milhões.
A principal fonte de receita da Companhia provém do uso de seu sistema de transmissão por outras concessionárias de energia elétrica, agentes do setor e consumidores livres. 

## Áreas Atendidas
Com capacidade instalada de 78 mil MVA, está presente em 18 estados brasileiros:
- Rio Grande do Sul
- Santa Catarina
- Paraná
- São Paulo
- Minas Gerais
- Rondônia
- Mato Grosso
- Mato Grosso do Sul
- Goiás
- Tocantins
- Maranhão
- Piauí
- Paraíba
- Pernambuco
- Espírito Santo
- Alagoas
- Bahia
- Rio de Janeiro

## Subestações
A CTEEP possui atualmente 140 subestações, que interligam o sistema de transmissão da Empresa para assegurar a disponibilidade de energia para todo o estado de São Paulo.

### Algumas subestações
- Araraquara
- Bauru
- Cabreúva
- Oeste (Sorocaba)
- Ribeirão Preto
- Santa Bárbara D'Oeste
- São Carlos (2)
- São Paulo (5)
- Taubaté